# برايان بارتون
برايان بارتون (بالإنجليزية: Brian Barton)‏ هو لاعب كرة قاعدة أمريكي، ولد في 25 أبريل 1982 في لوس أنجلوس في الولايات المتحدة.

## وصلات خارجية
- الموقع الرسمي
- برايان بارتون على موقع دوري كرة القاعدة الرئيسي (الإنجليزية)
- برايان بارتون على موقعبيزبول رفرنس.كوم (الدوري الرئيسي) (الإنجليزية)
- برايان بارتون على موقعبيزبول رفرنس.كوم (الدوري الثانوي) (الإنجليزية)
- برايان بارتون على موقع إي إس بي إن.كوم (أم.أل.بي) (الإنجليزية)
- برايان بارتون على موقع مشجعي الرسوم البيانية (الإنجليزية)